# Teseo Ambrogio degli Albonesi

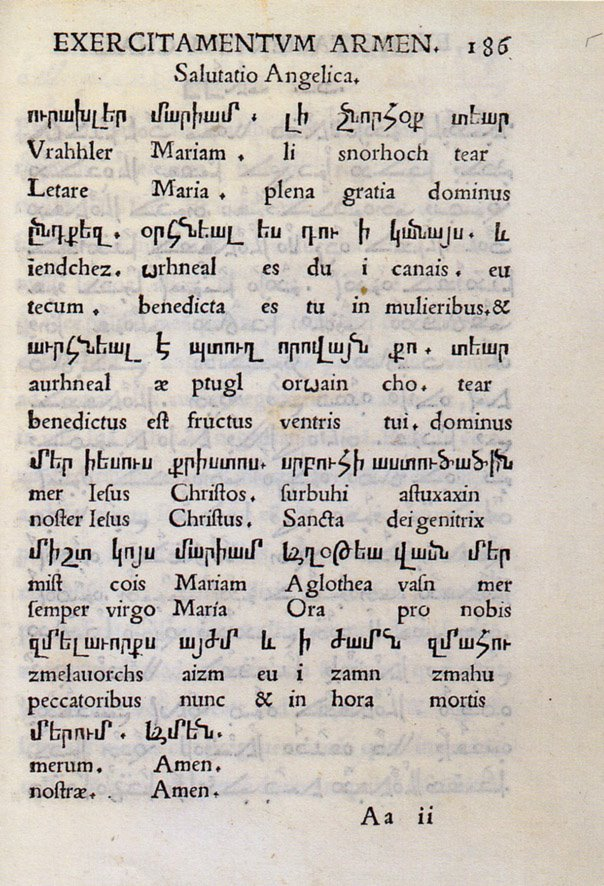

Teseo Ambrogio degli Albonesi (en latin Theseus Ambrosius Albonesius, appelé parfois « Thésée Ambroise » par des Français, par exemple Marin Mersenne ; parfois aussi « Ambroise de Pavie ») est un humaniste italien de la Renaissance, représentant de la  kabbale chrétienne et précurseur de l'orientalisme, né à Pavie en 1469, mort très probablement dans la même ville à la fin de 1540 ou au début de 1541.

## Biographie
« Ambrogio » était son nom de baptême (et « Teseo » peut-être un pseudonyme d'humaniste). Il appartenait à la famille des comtes d'Albonese (une localité voisine de Mortara), branche cadette de celle des comtes palatins de Lomello. Il fit des études de droit à Pavie (s'intitulant « juris utriusque doctor » au frontispice de son livre), mais dès 1494 il abandonna cette carrière pour entrer dans les ordres, comme chanoine du Latran. Il se trouvait à Rome au plus tard en 1512 (il mentionne dans son livre sa rencontre dans cette ville avec l'humaniste Antonio Flaminio, mort cette année-là). En 1515, le cardinal Bernardino López de Carvajal lui confia la mission suivante : trois ecclésiastiques libanais (le prêtre Joseph, le moine et diacre Moïse et le sous-diacre Élie) ayant été délégués par le patriarche de l'Église maronite au cinquième concile du Latran, il devait traduire en latin le rituel de la messe maronite, qui était en syriaque, pour vérifier sa conformité à l'orthodoxie catholique. Il dit lui-même dans son livre qu'il ne savait pas alors un traître mot de cette langue ; mais il s'était initié à l'hébreu auprès de Juifs de Rome, notamment le médecin et grammairien apulien Abraham de Balmes, et Joseph « Gallus », fils de Samuel Zarfati, médecin du pape Jules II. Ce dernier l'aida beaucoup dans la difficile entreprise : la langue orale des Maronites était l'arabe, langue connue des Juifs cultivés, et on passa aussi par l'italien avant d'établir la version latine définitive.
Après le départ de ses compagnons, le jeune sous-diacre Élie (vingt ans) resta à Rome pour deux ans d'études dans la maison romaine des chanoines du Latran (S. Maria della Pace, près de la Piazza Navona) ; Teseo Ambrogio fut désigné comme son professeur d'italien, et en échange apprit de lui le syriaque et l'arabe. Des moines éthiopiens séjournaient aussi à cette époque à Rome (en 1513, l'humaniste allemand, et secrétaire du pape, Johannes Potken, avait pu, grâce à eux, imprimer le Psautier éthiopien, première édition d'un livre en ge'ez) ; Teseo Ambrogio s'initia auprès d'eux à leur langue. Il retourna quelque temps après à Pavie avec plusieurs manuscrits orientaux, dont un Psautier syriaque. Il avait le projet de le faire imprimer, ce qui aurait été une première pour un texte en cette langue. Il réussit difficilement à faire graver et fondre les caractères, et avait même apparemment commencé l'impression, quand une nouvelle catastrophique lui parvint à Ravenne où il se trouvait pour un synode de l'Ordre des chanoines réguliers du Latran : le sac de Pavie qui suivit la prise de la ville par l'armée française d'Odet de Foix, le 4 octobre 1527 ; tous ses manuscrits et caractères d'imprimerie étaient perdus ou dispersés.
À l'automne 1529, il se trouvait dans un monastère de Reggio d'Émilie où le rencontra le diplomate et humaniste allemand Johann Albrecht Widmannstetter, qui était dans la suite de l'empereur Charles Quint allant se faire couronner à Bologne par le pape ; le jeune Allemand fut initié au syriaque par Ambrogio, qui lui offrit un Évangéliaire en cette langue, apparemment en lui confiant la mission de le faire imprimer. En 1534 il était à Ferrare, hôte sans doute de son oncle Afranio, chanoine dans cette ville, quand il lui arriva une aventure extraordinaire : après sept ans, il retrouva par hasard, loin de Pavie, son manuscrit syriaque (très abîmé, mais entier) parmi les papiers d'emballage d'un charcutier. À la même époque, il donne des leçons de langues orientales dans l'église Saint-Jean-Baptiste de Ferrare devant un auditoire très cosmopolite (des Italiens, des Allemands, des Français, des Espagnols). Avec l'appui financier de son oncle, il se remet à l'imprimerie, faisant graver cette fois, non seulement des caractères syriaques, mais aussi des arméniens : peu auparavant, il s'était initié à cette langue à Venise auprès d'un Arménien. En juillet 1537, il avait commencé l'impression de son Introduction aux langues et alphabets orientaux quand il dut déménager avec tout son matériel à Pavie : il avait été nommé prévôt de son ordre à San Pietro in Cieldoro, dans sa ville natale. Il initia alors aux alphabets orientaux l'imprimeur Giovanni Maria Simonetta, de Crémone. Le livre parut finalement avec la date du 1er mars 1539. Mais il connut à ce propos une grosse déception : en 1537 il avait connu Guillaume Postel, qui revenait de Constantinople, au cours d'un séjour à Venise, et lui avait fourni beaucoup d'informations sur les langues orientales et leur typographie ; le Français fit paraître dès 1538 à Paris un ouvrage intitulé Linguarum duodecim characteribus differentium alphabetum, privant Teseo Ambrogio de la primeur de la publication (mais dans l'ouvrage de Postel les alphabets sont montrés par des gravures, et non imprimés en caractères mobiles). Dans un appendice à son livre, Teseo Ambrogio reproche à Postel son mauvais procédé.
Le dernier signe de vie de Teseo Ambrogio est une lettre datée du 6 septembre 1540, jointe à l'édition de l'Expositio de Ageo propheta de Callisto Placentino (1483-1552), son confrère dans l'Ordre des chanoines réguliers du Latran. Il a dû mourir dans les mois suivants.

## Œuvre
Son livre unique porte le long titre suivant : Introductio in Chaldaicam linguam, Syriacam, atque Armenicam et decem alias linguas. Characterum differentium Alphabeta circiter quadraginta et eorundem invicem conformatio. Mystica et cabalistica quamplurima scitu digna. Et descriptio et simulachrum Phagoti Afranii. Theseo Ambrosio ex Comitibus Albonesii I. V. Doct. Papien. Canonico Regulari Lateranensi ac Sancti Petri in Cælo Aureo Papiæ Præposito Auctore. Il parut à Pavie chez Giovanni Maria Simonetta (in-4), et connut un certain succès. Il est dédié à son oncle Afranio, dont une invention fait l'objet d'une longue digression assez incongrue qui a fait la célébrité de l'ouvrage auprès des historiens de la musique : un instrument à vent appelé le phagotus qui est minutieusement décrit et représenté en gravure. Les lettres syriaques et arméniennes sont donc imprimées, de manière d'ailleurs clairement lisible ; les lettres des autres alphabets orientaux présentés (arabe, hébreu, éthiopien, copte, cyrillique...) sont ajoutées à la main dans des espaces laissés blancs. De nombreux alphabets (il y en a trente-huit en tout), qualifiés de « samaritain » ou autrement, sont difficilement identifiables ; certains sont imaginaires, tirés d'écrits cabbalistiques et magiques répandus au Moyen Âge et à la Renaissance.
Le propos général de l'ouvrage est foisonnant et très confus, portant à la fois sur les langues et les écritures, ces dernières réelles ou imaginaires, avec beaucoup de commentaires mystiques et cabbalistiques sur les lettres et les sons. Mais plusieurs éléments qui s'y trouvent ont fait progresser la connaissance : la présentation qui est faite des deux langues principales étudiées, le syriaque et l'arménien, est claire et cohérente (c'est moins le cas pour les autres langues), et des extraits de textes dans ces deux langues (tirés de la Bible et de la liturgie) sont publiés pour la première fois en Occident (et imprimés pour la première fois) ; d'autre part, il y a des intuitions très intéressantes sur la parenté des langues sémitiques, sur l'identification du copte (appelé le « jacobite ») et de l'éthiopien (que Johannes Potken appelait de manière trompeuse « chaldaïque », et que Teseo Ambrogio appelle « indien »), et des considérations sur l'histoire des langues européennes, et plus particulièrement italiennes (il parle de l'étrusque à partir d'une inscription de Volterra, et des Tables eugubines).